# 波西亚时光
《波西亚时光》是由帕斯亚科技开发、Team17发行的开放世界冒险类模拟游戏。在《波西亚时光》中，玩家所扮演的角色继承了父亲的旧工坊，在一个名为波西亚的小镇，收集资源，接订单，造东西，发展属于自己的工坊。游戏于2018年1月24日发行EA阶段，2019年1月15日正式发行。

## 游戏内容
游戏设定在一个开放的世界波西亚小镇，玩家扮演的角色继承了父亲的工坊和一个简易工作台，通过这个工作台以及小镇的委托，慢慢使自己的工坊发展起来。在自己的工坊中，可以种植植物、驯养动物，或是从废弃遗迹中收集材料。在小镇中，每个NPC都是独立自主的，他们会自己上学、工作，以及有各自的娱乐生活，以及都有相应好感度设定，玩家可通过互动与其建立关系，或是朋友或是爱情，如果是爱情，那么最终可以结婚、生子。

## 外部連結
- 官方网站
- 发行商Team17网站 （页面存档备份，存于）